# Le streghe
Le streghe (br As Bruxas / pt A Magia da Mulher) é um filme franco-italiano de 1967, do gênero comédia dramática, dividido em cinco segmentos - Senso civico, Una sera come le altre, La terra vista dalla luna, La siciliana e La strega bruciata viva - dirigidos por Mauro Bolognini, Vittorio De Sica, Pier Paolo Pasolini, Franco Rossi e Luchino Visconti.

## Elenco
- Silvana Mangano
- Annie Girardot
- Francisco Rabal
- Massimo Girotti
- Véronique Vendell
- Elsa Alban
- Clara Calamai
- Marilù Tolo
- Nora Ricci
- Dino Mele
- Helmut Berger
- Alberto Sordi
- Totò
- Clint Eastwood